# Еніселі
Еніселі (груз. ენისელი) — село в Грузії.
За даними перепису населення 2014 року в селі проживає 1424 особи.